# Vi de Cotlliure
El vi de Cotlliure és un vi sec amb denominació d'origen (en francès Apellation d'Origine Contrôlée AOC) etiquetat sota la denominació AOC Collioure. L'àrea de producció coincideix amb la denominació d'origen Banyuls, al sud del Rosselló, abastant els municipis de Banyuls de la Marenda, Cotlliure, Portvendres i Cervera de la Marenda.
La denominació d'origen va ser creada el 1971, diferenciant-se de la denominació de Banyuls per produir el que abans s'anomenava Banyuls Nature. El 70% de la producció és d'AOC Collioure Rouge, amb un mínim del 70% de les varietats principals.
A la Catalunya Nord es combina amb arengades a la brasa i pomes per esmorzar.